# Nikita Uggla
Astrid Johanna Nikita Uggla Fredriksson, född 14 april 2001 i Kivik, är en svensk skådespelare. Hon har uppmärksammats för sin roll som Felice  i Young Royals.
Uggla är uppvuxen i Kivik. Som tioåring spelade hon teater, därefter gick hon vidare till att läsa estetiska programmet på gymnasiet Nova Academy i Simrishamn.
Uggla debuterade 2021 i Netflix-serien Young Royals.